# Norman Johnson
Norman Woodason Johnson (Chicago, 12 novembre 1930 – Seekonk, 13 luglio 2017) è stato un matematico statunitense.

## Biografia
Figlio del proprietario di una libreria nonché editore di un quotidiano locale, dopo gli studi superiore Norman Johnson si trasferì dapprima a Northfield, nel Minnesota, dove frequentò il Carleton College, presso il quale si laureò in matematica nel 1953, e poi, dopo aver effettuato il servizio civile universale come obiettore di coscienza, a Pittsburgh, dove, nell'omonima università, si specializzò sempre in matematica.
Nel 1966, Johnson ottenne un dottorato di ricerca in matematica presso l'Università di Toronto, difendendo la tesi The Theory of Uniform Polytopes and Honeycombs sotto la supervisione di H. S. M. Coxeter. Dopodiché egli accettò una cattedra presso il dipartimento di matematica del Wheaton College, in Massachusetts, dove insegnò fino al suo pensionamento, avvenuto nel 1998, e dove nel 2000 è stato anche creato un fondo in suo onore, il "Norman W. Johnson Endowed Fund in Mathematics and Computer Science", destinato a promuovere una migliore comprensione e un maggiore apprezzamento per la matematica e l'informatica nella comunità del Wheaton College.
Nel 1966, Johnson stilò una lista di 92 poliedri non uniformi ma avanti facce regolari ipotizzando anche che non ne esistessero altri. Tre anni, nel 1969, Victor Zalgaller dimostrò che i poliedri di questa lista, che prenderanno poi il nome di solidi di Johnson, erano gli unici poliedri non uniformi ma con facce regolari che era possibile costruire, ossia che la lista stilata da Johnson era effettivamente completa.
Oltre che per la sopraccitata lista, Johnson è famoso anche per avere elencato e dato un nome a tutti i poliedri stellati uniformi e ai loro duali.
Norman Johnson morì il 13 luglio 2017 a Seekonk, nel Massachusetts, poco dopo aver completato gli ultimi dettagli della sua ultima pubblicazione: Geometries and Transformations.